# Metropolia Kunming
Metropolia Kunming – metropolia Kościoła rzymskokatolickiego w Chińskiej Republice Ludowej. Erygowana w dniu 11 kwietnia 1946 roku. W skład metropolii wchodzi 1 archidiecezja i 1 diecezja.
W skład metropolii wchodzą:
- Archidiecezja Kunming
  - Diecezja Dali